# Terremoto y tsunami de Kamchatka de 2025
El megaterremoto y tsunami de la península de Kamchatka (Rusia) ocurrió en el  Extremo Oriente ruso a las 11:24 PETT del 30 de julio de 2025 (23:24 UTC del 29 de julio) y desató una alerta de tsunami en varias partes del Océano Pacífico.
Aunque la magnitud fue inicialmente estimada en 7,8 fue posteriormente elevada a 8,0, de ahí a 8.7 y un tiempo después a 8,8 en la escala de magnitud de momento (MW) registrándose así como el sexto terremoto más fuerte del que se tiene información en la historia de la humanidad. Su magnitud es compartida por los terremotos de Sumatra en 1833, Chile de 2010 y Ecuador de 1906. Además, este terremoto es el de mayor magnitud registrado desde el megaterremoto de magnitud 9,1 que ocurrió en las costas de Japón en marzo de 2011.

## Entorno tectónico
El terremoto ocurrió frente a la costa oriental de la península de Kamchatka, la cual corre paralela a la fosa de Kuriles-Kamchatka, una zona donde convergen las placas del Pacífico y del mar de Ojotsk. Al ser más antigua y, por tanto, más densa, la placa del Pacífico se subduce bajo la península de Kamchatka, que se asienta sobre la placa del mar de Ojotsk. Estas dos placas se encuentran en un límite convergente, marcado por la fosa oceánica. La zona de subducción es sismogénica y produce los terremotos de Kamchatka, que ocasionalmente generan tsunamis; algunos de estos sismos de tipo megaterremoto son extremadamente fuertes, como el terremoto de magnitud 9.0 ocurrido en 1952, el quinto más grande jamás registrado.

## Terremoto
El sismo principal ocurrió el 29 de julio a las 23:24:50 UTC, con una magnitud de 8.8. Su epicentro se ubicó frente a la costa del Pacífico de la península de Kamchatka, aproximadamente 136 km al este-sureste de Petropávlovsk-Kamchatski, mientras que el hipocentro se localizó a una profundidad de 19.3 km, según USGS. Sin embargo, el INGV informó una profundidad mucho menor, de tan solo 2 km.
El Instituto Nacional de Geofísica y Vulcanología reportó una magnitud de Mw 8.4 y una profundidad de 2 km, mientras que Geoscience Australia estimó una magnitud de Mww 8.6. Un sismo premonitorio de magnitud Mww 7.4 se registró el 20 de julio, a unos 60 km al suroeste del evento del 29 de julio. Posteriormente, se produjo una réplica de magnitud Mw 7.0 a las 23:48 UTC.
El Servicio Geológico de Estados Unidos (USGS, por sus siglas en inglés) indicó que el terremoto se produjo como resultado de una falla inversa superficial en la interfaz de la zona de subducción. La entidad estimó que el área de deslizamiento en dicha interfaz fue de 130 km por 65 km.
El Observatorio GEOSCOPE estimó que el terremoto rompió la zona de subducción durante más de 180 segundos. El USGS estimó que la duración del terremoto fue de unos 230 segundos. En Japón, se registró una intensidad de 2 en la escala Shindo en Hokkaido.

### Características
Un modelo de falla finita publicado por el Servicio Geológico de los Estados Unidos (USGS) indicó un deslizamiento en una sección de aproximadamente 600 km (370 mi) por 200 km (120 mi) de la zona de subducción, hasta una profundidad de 75 km (47 mi). La mayor parte de la ruptura se extendió 500 km (310 mi) al suroeste a lo largo de la zona de subducción, desde el epicentro hasta el extremo sur de la isla Onekotan, mientras que se produjo un deslizamiento parcial 100 km (62 mi) al noroeste, en dirección al cabo Shipunskii y bajo él. Un tramo de 400 km (250 mi) por 150 km (93 mi) en el plano de falla, a una profundidad de 10 a 50 km (6,2 a 31,1 mi) al suroeste del epicentro, presentó el mayor deslizamiento. Allí, a una profundidad de 20 a 50 km (12 a 31 mi), se produjo un desplazamiento de al menos 5 m (16 pies) y se identificaron dos áreas elípticas donde el deslizamiento superó los 10 m (33 pies), alcanzando un máximo de 14,5423 m (47,711 pies). A menor profundidad, cerca de la fosa, el deslizamiento se limitó a 2,5-3 m (8 pies 2 pulg. - 9 pies 10 pulg.).

## Tsunami

### Advertencias

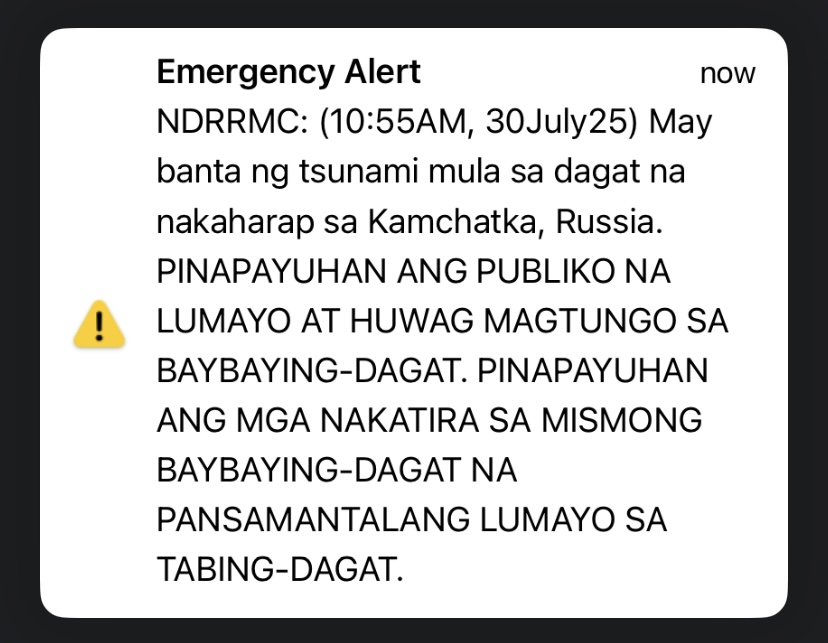
Mensaje de alerta de tsunami en Filipinas; en español: Alerta de emergencia NDRC: (10:55 a. m., 30 de julio de 2025) Hay una amenaza de tsunami desde el mar frente a Kamchatka, Rusia. SE ACONSEJA AL PÚBLICO MANTENERSE ALEJADO Y NO ACERCARSE A LA COSTA. A LOS RESIDENTES DE LA COSTA SE LES ACONSEJA MANTENERSE TEMPORALMENTE ALEJADOS DE LA COSTA.

La Agencia Meteorológica de Japón emitió una advertencia de tsunami para las costas de tres islas japonesas: Hokkaido, Honshu y Kyushu. La entidad indicó que se esperaban olas de hasta un metro de altura en la costa. Por su parte, el Centro de Alerta de Tsunamis del Pacífico advirtió sobre la posibilidad de «olas de tsunami peligrosas» a lo largo de las costas de Rusia y Japón. Además, emitió una vigilancia de tsunami para la Columbia Británica y la costa del Pacífico, junto con corrientes y/u olas potencialmente fuerte. Toda la costa oeste de los EE. UU. fue puesta bajo alerta de tsunami, al igual que partes de las Islas Aleutianas de Alaska, y el Departamento de Gestión de Emergencias de Honolulu ordenó evacuaciones inmediatas para grandes áreas de Oʻahu en Hawái, incluida Honolulu. Según la Oficina Nacional de Administración Oceánica y Atmosférica, olas de entre 10 a 20 centímetros podrían llegar a zonas de Sudamérica. También se emitieron avisos para Filipinas, Nueva Zelanda y México. La Agencia de Meteorología, Climatología y Geofísica de Indonesia emitió una alerta de tsunami para partes de Papúa, Maluku del Norte y Gorontalo. El capitán del puerto de la Guardia Costera de los EE. UU. ordenó a todos los buques que abandonaran el puerto en todas las islas de Hawaii. Las pistas del aeropuerto de Sendai en Japón fueron cerradas, mientras que JR East, JR Central y JR Hokkaido suspendieron los servicios ferroviarios. Se ordenó la evacuación de los trabajadores de la planta de energía nuclear de Fukushima Daiichi, mientras que se detuvo una liberación programada de agua radiactiva tratada de la instalación al océano Pacífico. En California, la Administración Nacional Oceánica y Atmosférica (NOAA) puso bajo aviso la costa central y el área de la bahía de San Francisco. También se emitió una advertencia que cubría la costa desde el cabo Mendocino, California, hasta la frontera con Oregón.
La Marina de Guerra del Perú emitió alerta de tsunami en todo el litoral, y a las primeras horas de la mañana se enviaron mensajes de advertencia en los celulares. De igual modo, el Servicio Hidrográfico y Oceanográfico de la Armada de Chile en conjunto con Senapred decretaron alerta de tsunami para el borde costero de la zona norte, la cual se extendió posteriormente hacia las zonas centro y sur, manteniendo «estado de precaución» para las zonas costeras de las regiones de Aysén y Magallanes. El Instituto Oceanográfico de la Armada del Ecuador y la Secretaría de Gestión de Riesgos establecieron «nivel de advertencia de tsunami» para las Islas Galápagos y decretaron una evacuación preventiva en zonas bajas del archipiélago.

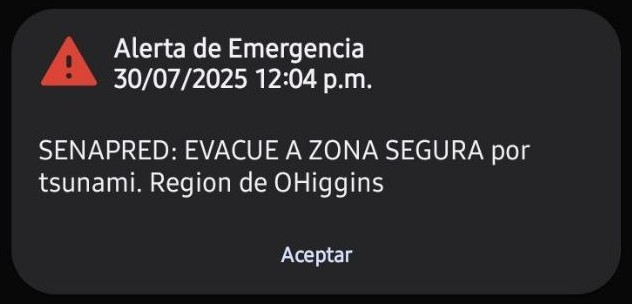
Alerta de tsunami en la provincia Cardenal Caro, Chile.

En China, el Ministerio de Recursos Naturales emitió una alerta amarilla, la segunda más baja de un sistema de alerta de tsunami de cuatro niveles, que abarca Taiwán, la provincia de Zhejiang y Shanghái. El gobernador de Hawái, Josh Green, indicó que los datos del atolón Midway midieron olas de 1,8 m (6 pies) desde su punto máximo hasta su valle, y señaló que una ola de ese tamaño podría arrancar árboles y desplazar vehículos. El tamaño de las olas que azotarían el estado seguía siendo incierto. En la Polinesia Francesa, las autoridades advirtieron que olas de hasta 2,2 metros podrían alcanzar las islas de Ua Huka, Nuku Hiva y Hiva Oa.
Los Servicios Meteorológicos de Tonga emitieron una alerta, recomendando la evacuación de las personas en zonas con riesgo de tsunami. En Fiyi, el Departamento de Recursos Minerales emitió una alerta de tsunami para las zonas costeras bajas. Los Servicios Meteorológicos de las Islas Cook emitieron un aviso, indicando que no existía una amenaza inmediata para las islas, pero que la situación estaba siendo monitoreada. La Oficina Meteorológica de Samoa emitió un aviso, advirtiendo a la población de las zonas costeras, mientras que el Centro de Alerta de Tsunamis del Pacífico indicó que la amenaza para Samoa Americana seguía bajo investigación. Para las 19:00 pm (UTC), se desactivaron las alarmas de tsunamis en Hawái. En tanto, el gobierno mexicano desactivó su alerta alrededor de las 20:00 (UTC). En Perú, la alarma se desactivó a las 02:06 am, del 31 de julio de 2025 (UTC), emitiendo un aviso notificado a la mayoría de teléfonos móviles. Alrededor de las 01:07 am, finalizó para gran parte del Pacifico por medio de un aviso del Centro de Alerta de Tsunami del Pacifico. Finalmente, la alarma culminó a las 7:17 a. m (PT) para las costas de California, que eran los últimos que la mantenían.
Se sabe que pese a las advertencias sobre el peligro que esto implicaba, una gran cantidad de personas cercanas a los litorales del Pacifico asistieron a las playas para apreciar las olas de tsunami y hasta incluso, realizar una «cobertura mediática» de forma independiente por medio de servicios de red social. Este comportamiento fue criticado al ser considerado «negligente» y en algunos casos, estas personas tuvieron que ser desalojadas de los sitios donde grababan por parte de efectivos policiales. Hasta el momento se desconoce si alguno de los asistentes quedó herido.

### Impacto
Se observaron olas de tsunami de 5 a 6 m en partes de Kamchatka e islas vecinas, así como también se apreciaron olas de tsunami de 3 a 4 metros a lo largo de la costa oriental de el distrito de Yelizovsky, Kamchatka. Severo-Kurilsk, ubicada en las Islas Kuriles, fue inundada por olas de hasta 5 metros y sus estructuras fueron arrastradas, incluida una planta procesadora de pescado. La ciudad había sufrido previamente un tsunami catastrófico en 1952, lo que llevó a las autoridades a reconstruirla en un terreno más alto, dejando solo el puerto expuesto. Se registró una altura de 17 metros debido a una salpicadura de ola en el puerto de Severo-Kurilsk Morskoy. El Instituto Shirshov de Oceanología dijo que olas de 10 a 15 metros pudieron haber golpeado partes de la costa de la península. Se encontraron olas de 4 metros a lo largo de la playa Khalaktyrsky durante un estudio realizado por el Centro Hidrometeorológico de Kamchatka.
En Japón, se observaron tsunamis en 22 de las 47 prefecturas del país. Se informó que un tsunami de entre 34 a 40 centímetros golpeó Nemuro, Hokkaido, mientras que en Nikolskoye, Krai de Kamchatka, las olas tuvieron una altura de 6,1 cm. Al menos cuatro ballenas aparecieron en la costa de Japón horas después del terremoto.  Se observó una ola de 20 cm en Harumi, Tokio.  Se observaron olas de 50 cm en el puerto de Ishinomaki en la prefectura de Miyagi.
Una ola de 1,3 metros golpeó Kuji, Iwate. Se observaron olas de hasta 50 cm en el puerto de Ishinomaki en la prefectura de Miyagi, mientras que se informaron olas de 40 cm en Ōarai, Ibaraki. Se informaron olas de 30 cm en el puerto de Yokohama, en Kushiro y Hamanaka, Hokkaido, y Ōfunato y Kamaishi, Iwate. Las olas han alcanzado alturas de hasta 60 cm en zonas como el puerto de Kuji y la ciudad de Hamanaka. En Kumano, Mie, Japón, una mujer de 58 años murió después de caer accidentalmente por un acantilado mientras evacuaba del tsunami. Al menos 21 personas resultaron heridas o sufrieron enfermedades relacionadas con el calor mientras eran evacuadas, incluidas 14 en Hokkaido y uno en Miyazaki. El 31 de julio, se registraron olas de hasta 70 cm en la subprefectura de Oarai y Tokachi, Hokkaidō.
Un tsunami de un metro golpeó el atolón Midway a las 17:00 SST. Kahului, Hawái, fue golpeada por una ola de 1,74 metros, mientras que en Hilo, el tsunami tuvo una altura de 1,49 metros. La ciudad de Haleʻiwa fue golpeada por una marejada de 1,21 metros a las 19:48 HST. El medidor de la ciudad registró una amplitud de 4 pies (1,2 m) en relación con el nivel normal del mar en el primer impacto del tsunami en el área.
Se observaron niveles de agua de 43 centímetros por encima de los niveles de marea en las Islas Aleutianas al otro lado del océano cerca de Alaska. Se han observado olas de más de 60 cm en varios lugares de California,  con alturas máximas confirmadas de 3,6 pies (1,1 metros) en Crescent City, misma zona donde se reportó el daño del muelle local,y de 2 a 5 pies (0,61 a 1,52 m) en San Francisco. En Crescent City, el puerto sufrió daños por casi $1,000,000 a causa del tsunami. En Washington, se produjeron olas de 43 cm (17 pulgadas) en La Push y se registraron 6 centímetros en Seattle.
En la Polinesia Francesa, en las remotas Islas Marquesas se registraron olas de 1,5 metros de altura, y en otros lugares se registraron olas de 30 cm de altura. En Nueva Caledonia se observaron olas de 14 centímetros, mientras que en Vanuatu de inicialmente 42 cm, para posteriormente elevarse a 45 cm. En Baltra y Santa Cruz, Islas Galápagos, se registraron olas de hasta un metro de altura sobre el nivel promedio del mar. En México, la Unidad Estatal de Protección Civil de Colima, registro olas de casi un metro en Manzanillo, mientras que la  Coordinación Nacional de Protección Civil registro un oleaje no mayor a 35 centímetros sobre la altura promedio del mar en Mazatlán, Sinaloa, y Protección Civil de Baja California reporto olas de 30 cm a 1,0 metros en costas de esa entidad especialmente en Ensenada. De acuerdo al observatorio del Centro de Alerta de Tsunamis del Pacífico, se registró un incremento de las olas de 16 cm en Puerto Vallarta, Jalisco, en el área de Zihuatanejo y Acapulco, se registró un oleaje de 25 cm de agua. A la vez que en la isla de Pascua se reportó un aumento de las olas sobre su nivel promedio a 35 centímetros adicionales. En Tahití, se observo un aumento de 24 cm, al igual que en Sand Point (Alaska).
Como alrededor de las 18:11 p. m (UTC), se observaron las primeras olas en La Punta, Callao de aproximadamente 24 centímetros; minutos después se observó su aumento a 47 cm, aproximadamente a las 19:27. En Chile, el oleaje llegó a las 19:24, llegó a Tocopilla con un aumento de 18 centímetros sobre el nivel del mar, y para las 19:37 al Archipiélago Juan Fernández, alcanzando una altura inicial de 8 cm. Luego, a las 19:58 arribaría a Caldera y Chañaral, con 45 y 38 cm iniciales respectivamente. En Iquique la altitud llegó hasta 20 cm a las 19:32 (UTC), y posteriormente aumentó a 37 cm. Para las 20:12, el nivel de las olas en el Callao llegaría a 70 centímetros, afectando levemente a un puerto artesanal, pasadas unas horas. Con anterioridad, una ola de un poco más de un metro habría llegado a Talara, Piura.
A lo largo de la costa chilena, se registraron olas de más de 1,5 m. En algunas playas, las olas alcanzaron los 2,5 metros. En Quintero, Chile, las olas llegaron a los 1,09 metros alrededor de las 23:11 (UTC), mientras que en Coliumo llegaron a 1,12 metros para las 22:47. En Coquimbo se registraron olas de medio metro. En Pago Pago, Samoa Americana, se registró un incremento del agua a 95 centímetros. En la Antártida, la marea incrementó 14 centímetros y en Dávao, Filipinas, esta llegó a 21 cm. En Boyeruca, Región del Maule, se observó un aumento del nivel del mar de 2,4 metros.

## Daños y víctimas del terremoto
A pesar de su magnitud y alta intensidad, los daños causados por el terremoto fueron relativamente menores y no hubo víctimas mortales; la falta de devastación se atribuyó a la alta calidad de la construcción de los edificios y a la preparación de los lugareños de la región. Sumando la lejanía de ciudades con población considerable al epicentro, ocurriendo en el océano, en alta mar, a 119 km al estesudeste de Petropavlovsk-Kamchatsky.
En Kamchatka se derrumbaron los muros de un jardín de infantes.  El aeropuerto de Yélizovo sufrió graves daños, con el techo de su terminal derrumbándose, hiriendo a una mujer. Otra persona quedó herida tras saltar desde una ventana en la zona. Horas después se confirmó que al menos cuatro personas resultaron heridas en Kamchatka, aunque ninguna de sus lesiones fue grave.  Se reportaron daños a la infraestructura, cortes de energía y fallas en el servicio de telefonía móvil en Petropavlovsk-Kamchatsky. En el Óblast de Sajalín, los ventiladores y las tuberías de las estufas de algunos edificios fueron parcialmente destruidos. En la ciudad de Severo-Kurilsk, ubicada en las Islas Kuriles, el terremoto derribó más del 90 por ciento de las chimeneas. Posteriormente se declaró el estado de emergencia en el distrito de Severo-Kurilsky. Alrededor de 2700 personas fueron evacuadas. Una red eléctrica en Sajalín fue dañada por el terremoto, lo que provocó cortes de energía. El portavoz del Kremlin, Dmitri Peskov, atribuyó la falta de muertes y daños importantes en la región a la sólida construcción de los edificios y la preparación de los lugareños. Los servicios de emergencia notaron un aumento en las llamadas desde Petropavlovsk-Kamchatsky quejándose de presión arterial alta, arritmia y epilepsia. Rybachy, una base de submarinos nucleares ubicada en la bahía de Avacha, fue dañada por el terremoto y el tsunami, según imágenes satelitales. La base, que alberga la flota de submarinos rusos del Pacífico, vio al menos uno de sus muelles dañado por las olas del tsunami. Los rescatistas inspeccionaron alrededor de 900 hogares, de los cuales 55 resultaron dañados.

## Secuelas
El 30 de julio de 2025 se produjo una erupción en el volcán Klyuchevskaya Sopka,ubicado en la península de Kamchatka, después del terremoto, aunque la erupción no fue causada directamente por el evento sísmico, y se había observado actividad en el volcán durante los días anteriores. El 3 de agosto, Krasheninnikov, otro volcán, generó una columna de erupción de 6 km. Fue la primera erupción registrada en el volcán desde que comenzaron las observaciones humanas. El Instituto de Vulcanología y Sismología de la Academia de Ciencias de Rusia dijo el 6 de agosto que siete volcanes de Kamchatka comenzaron a entrar en erupción debido al terremoto. Según el USGS, un gran terremoto puede provocar una erupción de un volcán cercano, pero sólo si «ya está a punto de entrar en erupción». Según el Servicio Geofísico de la Academia de Ciencias de Rusia, algunas partes de la península meridional de Kamchatka se desplazaron hacia el sureste hasta 2 metros.
El 1 de agosto de 2025, un grupo de 50 contenedores cayo cerca al Puerto del Callao, en Perú, desde un buque taiwanés perteneciente a la empresa Evergreen Shipping Agency, misma cual tiempo después explico que «el incidente fue causado por una fuerte corriente derivada del tsunami, como consecuencia del reciente terremoto en Rusia». Algunos pescadores aprovechando la situación tomaron los productos de los contenedores y los revendieron en distintos puntos de Lima y Callao, pese al deterioro de estos.